# Castilloa tunu
Castilloa tunu är en mullbärsväxtart som beskrevs av William Botting Hemsley. Castilloa tunu ingår i släktet Castilloa och familjen mullbärsväxter. Inga underarter finns listade i Catalogue of Life.